# Kenny Carter
Kenny Carter, właśc. Kenneth Malcolm Carter (ur. 28 marca 1961 w Halifaksie, zm. 21 maja 1986) – brytyjski żużlowiec.

## Życiorys
Trzykrotny finalista indywidualnych mistrzostw świata (1981 – V m., 1982 – V m., 1983 V m.). Dwa razy startował w finałach drużynowych mistrzostw świata (1981 – srebrny medal, 1983 – srebrny medal). Trzy razy został powołany do reprezentacji na mistrzostwa świata par (1982 – srebrny medal, 1983 – złoty medal, 1985 – srebrny medal). Dwukrotnie zdobył tytuł indywidualnego mistrza Wielkiej Brytanii (1984, 1985).
W 1986 r. na własnej farmie popełnił samobójstwo, wcześniej zabijając swoją żonę.

## Przynależność klubowa
Wielka Brytania
- Newcastle Diamonds (1978)
- Halifax Dukes (1979–1985)
- Bradford Dukes (1986)

## Osiągnięcia
Indywidualne mistrzostwa świata
- 1981 –  Londyn – 5. miejsce – 11 pkt → wyniki
- 1982 –  Los Angeles – 5. miejsce – 10 pkt → wyniki
- 1983 –  Norden – 5. miejsce – 10 pkt → wyniki

Drużynowe mistrzostwa świata
- 1981 –  Olching – 2. miejsce – 9 pkt → wyniki
- 1983 –  Londyn – 2. miejsce – 7 pkt → wyniki

Mistrzostwa świata par
- 1982 –  Liverpool – 2. miejsce – 7 pkt → wyniki
- 1983 –  Göteborg – 1. miejsce – 15 pkt → wyniki
- 1985 –  Rybnik – 2. miejsce – 14 pkt → wyniki

Indywidualne mistrzostwa Wielkiej Brytanii
- 1981 – Coventry – 2. miejsce – 13+2 pkt → wyniki
- 1982 – Coventry – 3. miejsce – 12 pkt → wyniki
- 1983 – Coventry – 4. miejsce – 10 pkt → wyniki
- 1984 – Coventry – 1. miejsce – 13 pkt → wyniki
- 1985 – Coventry – 1. miejsce – 15 pkt → wyniki

Młodzieżowe indywidualne mistrzostwa Wielkiej Brytanii
- 1978 – Canterbury – 10. miejsce – 7 pkt → wyniki
- 1979 – Canterbury – 1. miejsce – 12+3 pkt → wyniki